# 1894 en France
Chronologie de la France
- 1890
- 1891
- 1892
- 1893
- 1894
- 1895
- 1896
- 1897
- 1898

Cette page concerne l'année 1894 du calendrier grégorien.

## Événements
- 4 janvier : le Parlement français  ratifie l'alliance franco-russe[1].
- 10 janvier :
  - le polytechnicien Marc Sangnier fonde le journal le Sillon[2], et veut « mettre au service de la démocratie française les forces sociales du catholicisme »[3].
  - Auguste Vaillant est condamné à mort, puis guillotiné le 5 février[4].
- 12 février :
  - prise de Tombouctou par les Français[5].
  - attentat de l'anarchiste Émile Henry contre l'Hôtel Terminus ; un mort[4].
- 15 février : l'anarchiste Martial Bourdin est mortellement blessé par la bombe qu'il transportait près de l'Observatoire de Greenwich[6].
- 20 février : deux explosions ont lieu dans des hôtels rue Saint-Jacques et rue du Faubourg-Saint-Martin à Paris, faisant trois blessés et un mort. Ces attentats sont attribués à l'anarchiste belge Amédée Pauwels, dit Rabardy[4].
- 3 mars : Jean Casimir-Perier renoue le dialogue avec l’Église : interpellé sur sa politique religieuse à l’Assemblée, le chef du gouvernement fait savoir que les relations entre l’Église et la République doivent être régies dans un « esprit nouveau »[7].
- 15 mars : attentat de Pauwels contre l'église de la Madeleine ; il saute avec sa bombe[4].
- 20 mars : création du ministère des Colonies[8].

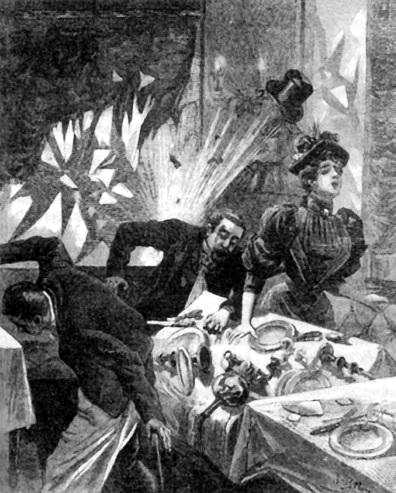
4 avril : une bombe explose au restaurant Foyot à Paris.

- 4 avril : une bombe explose au restaurant Foyot rue de Tournon à Paris, probablement lancée par Louis Matha[4].

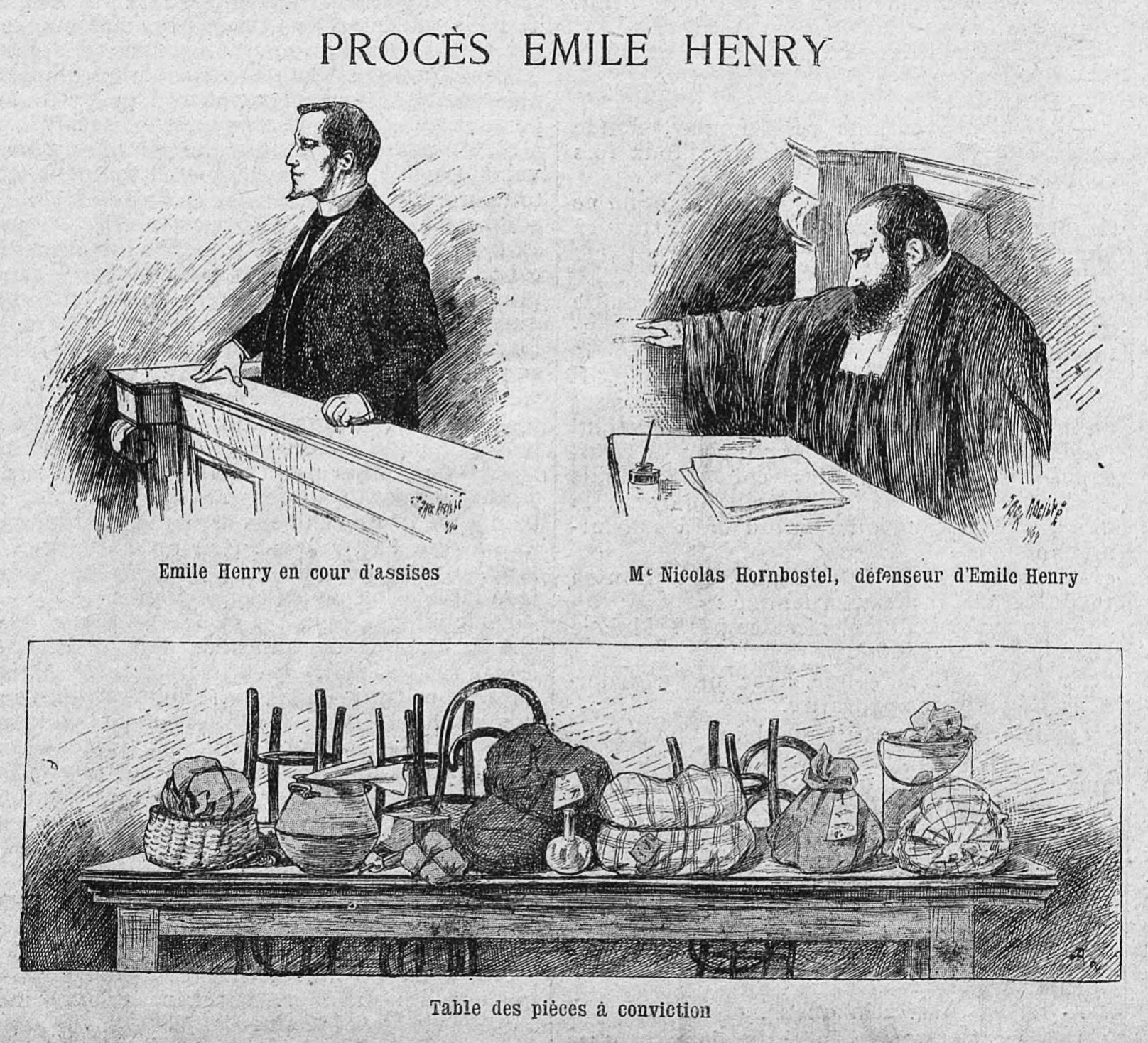
Procès Émile Henry. Le Petit Journal, 7 mai 1894.

- 27 avril : procès d'Émile Henry condamné à mort et guillotiné le 21 mai[4].
- 29 avril-11 novembre : exposition universelle, internationale et coloniale de Lyon[9].
- 12 mai : consécration de la Cathédrale Notre-Dame de Grâce de Cambrai (Nord), restaurée et agrandie[10].
- 22 mai : le cabinet Casimir-Perier tombe[7] sur une interpellation du socialiste Millerand et du monarchiste Ramel à propos du refus de donner aux cheminots de l’État le droit de se syndiquer.
- 30 mai : deuxième gouvernement Dupuy ; il prend fin le 27 juin[11].
- 22 juin : décret de création de la colonie du Dahomey avec Victor Ballot à sa tête[12].
- 24 juin : assassinat du président de la République française Sadi Carnot à Lyon par un anarchiste italien, Sante Geronimo Caserio[13]. Ce meurtre entraîne des mesures de répression contre lesquelles la gauche s’élève (lois scélérates, qui restreignent la liberté de la presse).
- 27 juin : Jean Casimir-Perier est élu président de la République française[13].

- 1er juillet :

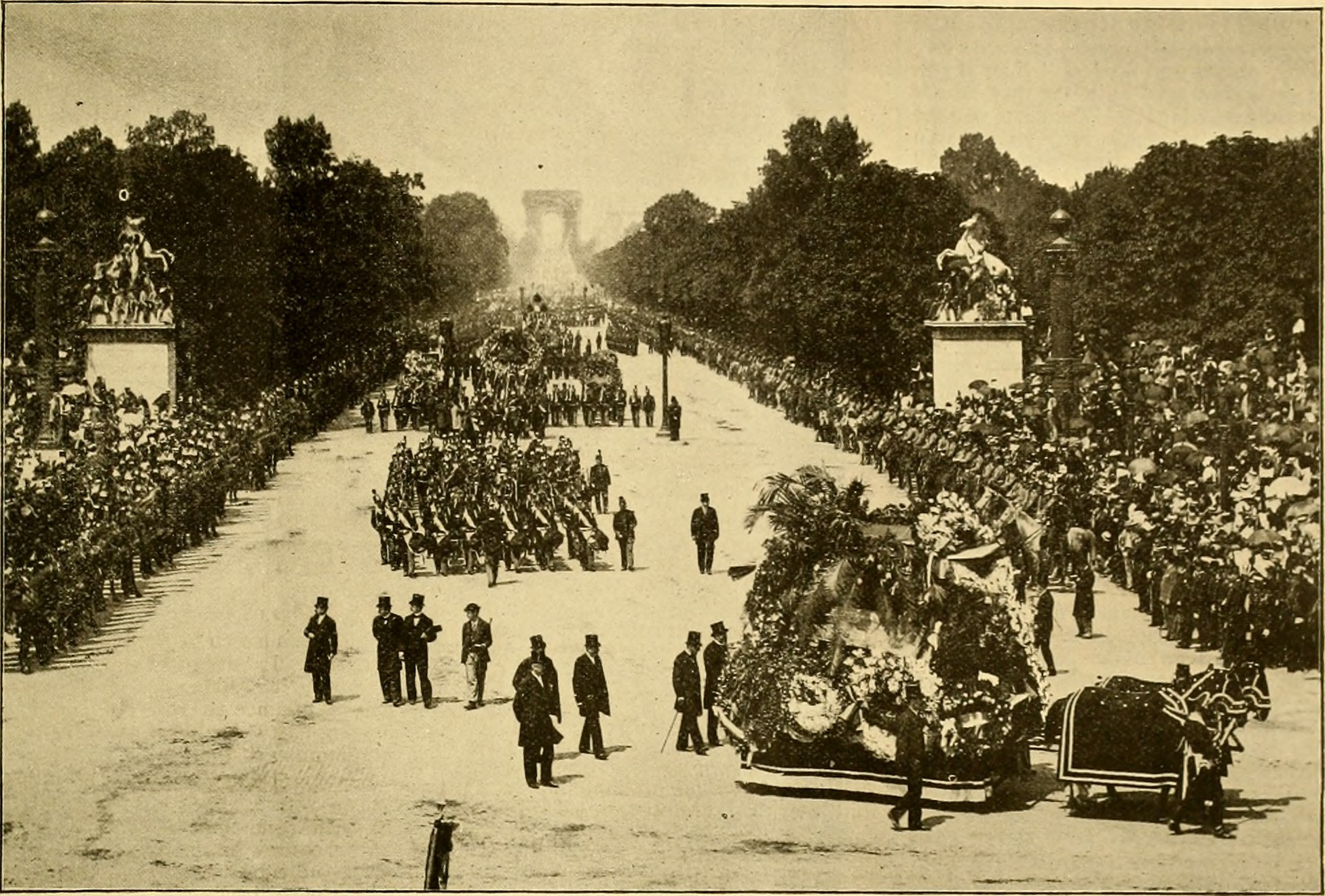
Funérailles du président Sadi Carnot

  - troisième gouvernement Dupuy ; il prend fin le 14 janvier 1895[11].
  - funérailles du président Sadi Carnot au Panthéon[14].
- 22 juillet : première compétition automobile sur route Paris-Rouen. Le premier prix est partagé entre Panhard & Levassor et Les fils de Peugeot frères[15].
- 26 juillet : procès de Théodule Meunier, condamné aux travaux forcés à perpétuité[4].
- 28 juillet : vote de la troisième des « lois scélérates » contre les anarchistes. Les groupes anarchistes sont considérés comme criminels et interdits de propagande[16].
- 6 août : procès des Trente ; dix-neuf théoriciens et propagandistes anarchistes et onze voleurs comparaissent devant la cour d'assises de la Seine pour association de malfaiteurs ; trois sont condamnés, Ortiz à quinze ans de travaux forcés, Chiericotti à huit ans, Orsini Bertani à six mois de prison pour port d'arme prohibée, tous les autres sont acquittés[4].

- 16 août : exécution de Caserio[17].

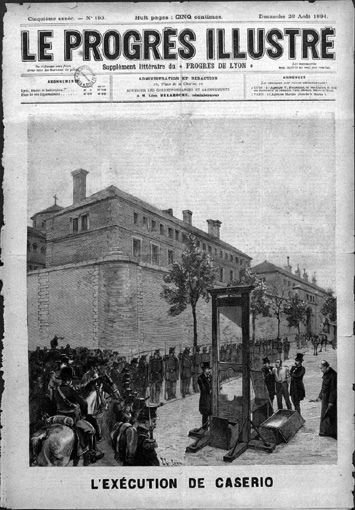
L'exécution de Caserio, Le Progrès illustré, 20 août 1894.

- 14-16 septembre : douzième Congrès national du Parti ouvrier tenu à Nantes[18].
- 17-22 septembre : le congrès de 1a Fédération des syndicats à Nantes adopte le principe de la grève générale[19].
- 20-25 septembre : début de l’affaire Dreyfus, militaire français soupçonné d’espionnage au profit de l’Allemagne[20]. Hubert-Joseph Henry, commandant de la section de la statistique du Grand État-Major, se trouve en possession d’un bordereau non signé, contenant une liste de secrets militaires et adressé à l’attaché militaire allemand en poste à Paris, le lieutenant-colonel Maximilian von Schwartzkoppen[21].

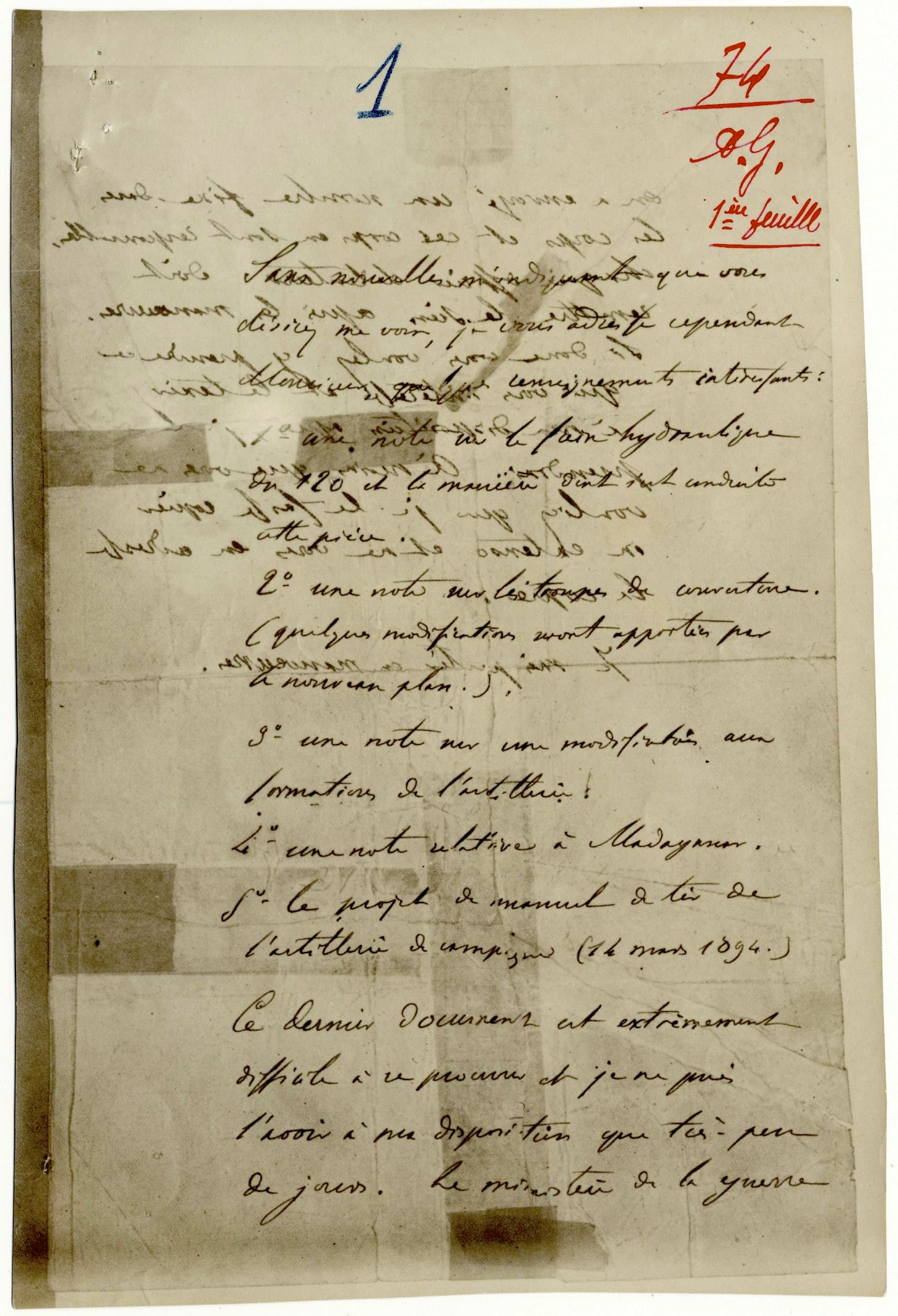
Photographie du recto du bordereau de l’affaire Dreyfus.

- 6 octobre : les services de renseignement français attribuent au capitaine Alfred Dreyfus la paternité d'un « bordereau » adressé à l'ambassade d'Allemagne. Le 13 octobre l'expert en graphologie Alfred Gobert, sollicité pour analyser ce bordereau et le comparer avec l'écriture de Dreyfus rend des conclusions qui disculpent le capitaine Dreyfus ; Alphonse Bertillon, chef du service d'identité judiciaire, chargé aussi d'un premier examen, formule des conclusions contraires[22].
- 15 octobre : arrestation du capitaine Dreyfus sur ordre du commandant Mercier du Paty de Clam, à la suite d’une expertise en écriture[20].
- 21-22 octobre : révolte anarchiste au bagne des Îles du Salut[23] ; onze déportés sont tués lors de la répression[4].
- 5 novembre : Jules Meline fait adopter une loi garantissant le financement des paysans français par la création de caisses locales de crédit agricole pour drainer et orienter l'épargne vers l'agriculture. Cette loi sera complétée par la loi de 1897 autorisant la banque de France à prêter directement aux caisses locales[24].
- 7-9 novembre : création de la Grande Loge de France[25].
- 30 novembre : création par la loi Siegfried - Ribot des habitations à bon marché (HBM)[26].
- 8-9 décembre : naufrage du Ker-Anna à l'île de La Réunion[27].
- 12 décembre, expédition de Madagascar : les troupes françaises du commandant Bienaimé s’emparent de Tamatave[28].

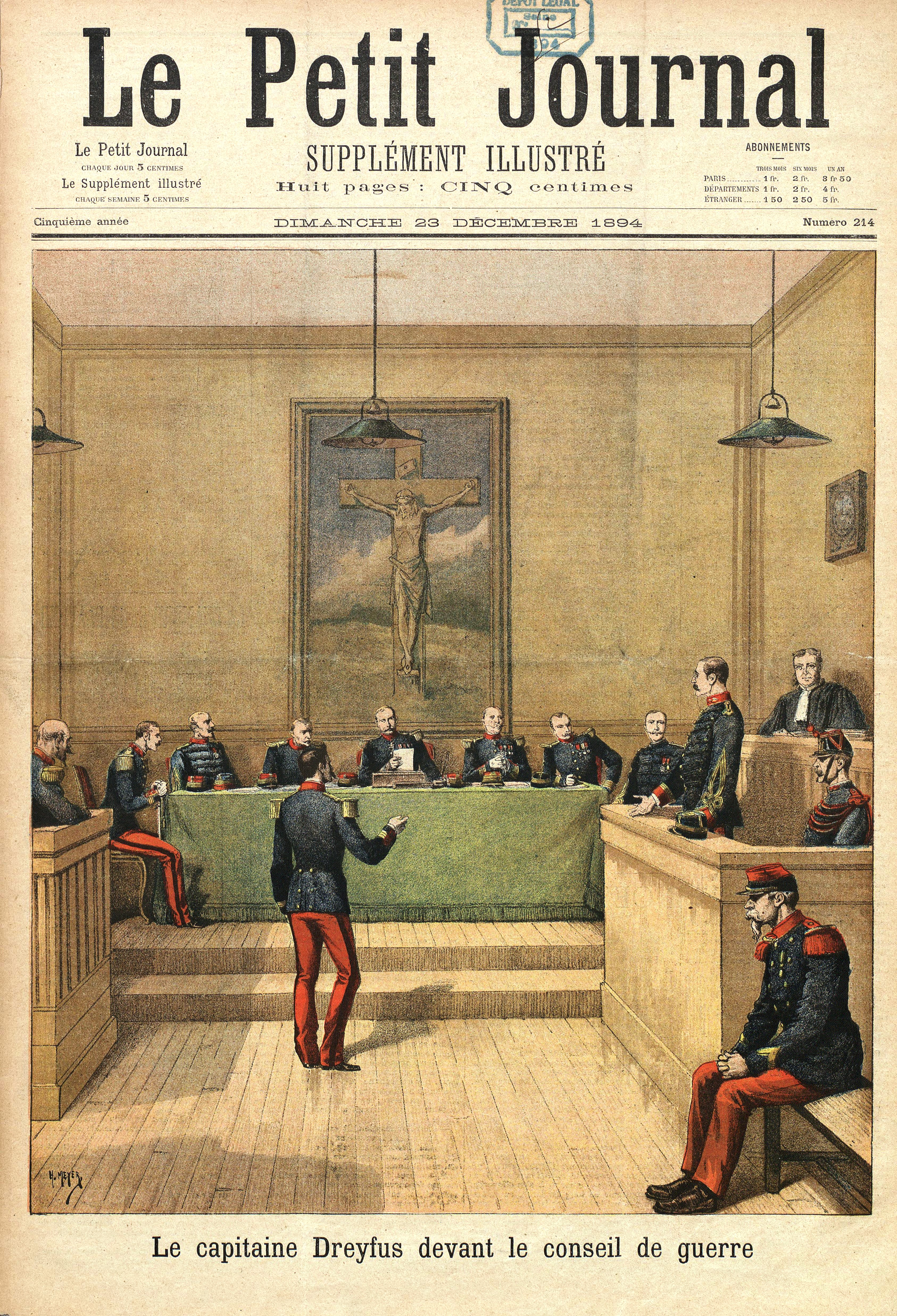
Procès Dreyfus. Une du Petit Journal du 23 décembre 1894.

- 19 décembre : ouverture à huis clos du premier procès Dreyfus[20].

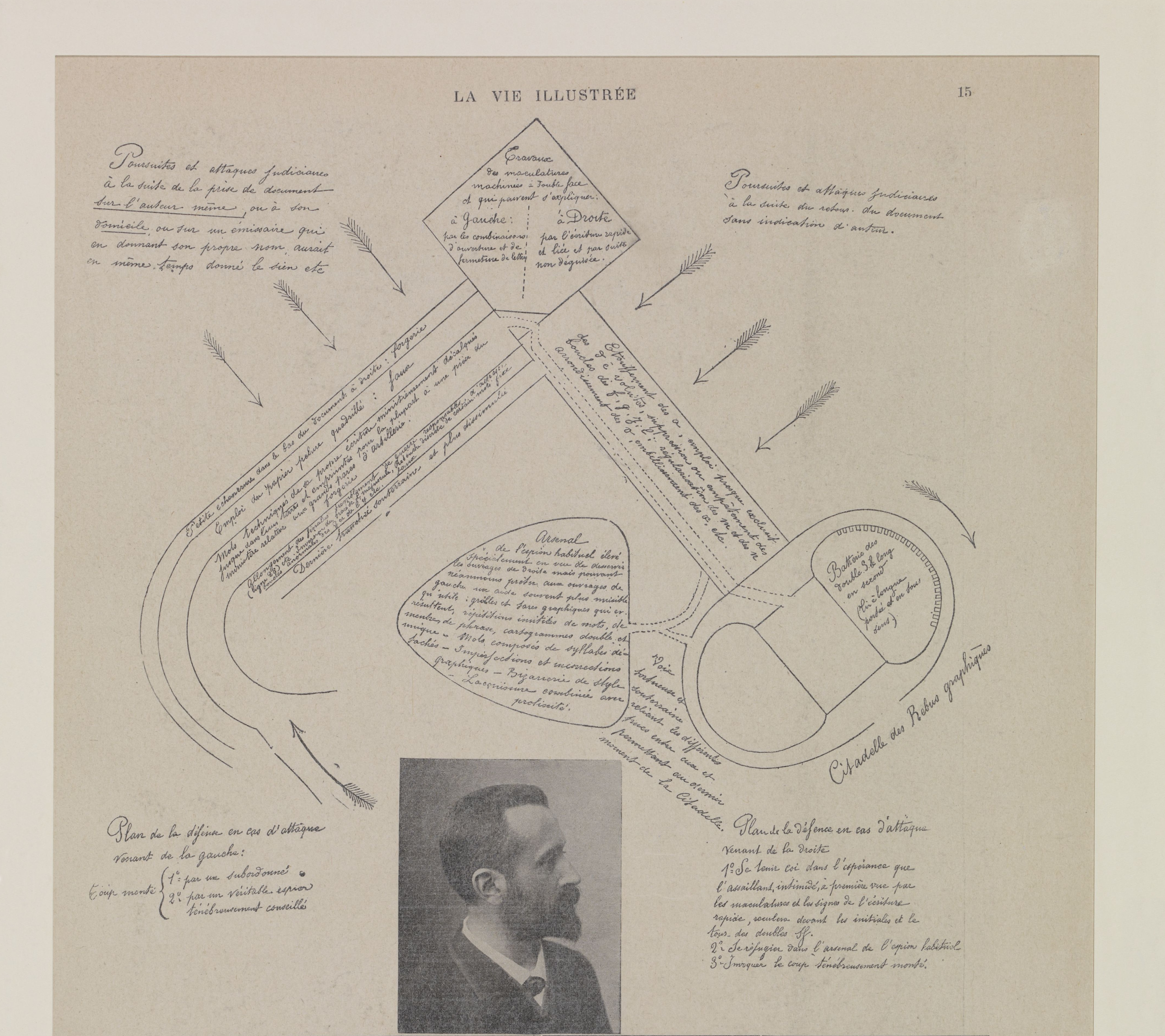
Le « diagramme de Bertillon », par lequel Alphonse Bertillon tente de démontrer la culpabilité de Dreyfus devant le Conseil de Guerre le 21 décembre.

- 22 décembre : au vu de nouveaux documents (en fait des faux), Dreyfus est déclaré coupable d’espionnage au profit de l’Allemagne et condamné à la déportation à perpétuité dans une enceinte fortifiée après la découverte de fuites à l’état-major[20]. L’affaire Dreyfus divise profondément le pays entre dreyfusards et antidreyfusards. Ces derniers sont soutenus par une presse antisémite très virulente. Les implications sont très importantes : instabilité politique et affaiblissement de la position de la France en Europe.
- 31 décembre : fin du mandat de Lanessan, gouverneur général de l’Union indochinoise depuis juin 1891[29].